# Arondismentul 8 din Paris
Arondismentul 8 (în franceză 2e arrondissement) este unul dintre cele douăzeci de arondismente din Paris. Este situat pe malul drept al fluviului Sena. Este delimitat la nord de arondismentul 17, la est de arondismentele 9 și 1, la sud de la Sena și la vest de arondismentul 16.

## Demografie
| An                      | Populație | Densitate (loc. pe km²) |
| ----------------------- | --------- | ----------------------- |
| 1861                    | 69.814    |                         |
| 1866                    | 70.259    |                         |
| 1872                    | 75.796    | 19.535                  |
| 1891 (vârf de populare) | 107.485   | 27.695                  |
| 1954                    | 80.827    | 20.827                  |
| 1962                    | 74.577    | 19.216                  |
| 1968                    | 67.897    | 17.495                  |
| 1975                    | 52.999    | 13.656                  |
| 1982                    | 46.403    | 11.956                  |
| 1990                    | 40.814    | 10.516                  |
| 1999                    | 39.314    | 10.130                  |
| 2006                    | 39.088    | 10.074                  |

## Administrație

### Primăria
| Alegere | Nume                | Partid           | Mențiuni                                |
| ------- | ------------------- | ---------------- | --------------------------------------- |
| 1983    | François Lebel      | RPR/UMP          | Ales în 1983, 1989, 1995, 2001 și 2008. |
| 2014    | Jeanne d'Hauteserre | UMP/Republicanii | Aleasă în 2014.                         |

## Locuri

### Instituții publice
- Lycée Chaptal
- Lycée Racine
- Musée Jacquemart-André
- Palais de la découverte
- Palatul Élysée
- Ministerul de Interne (Palatul Beauveau)
- Salle Gaveau
- Salle Pleyel
- Théâtre des Champs-Élysées

### Principalele monumente
- Monumente civile
- Arcul de Triumf
- Flacăra Libertății din Paris
- Gara Saint-Lazare
- Grand Palais
- Palatul Crillon
- Palatul Marigny

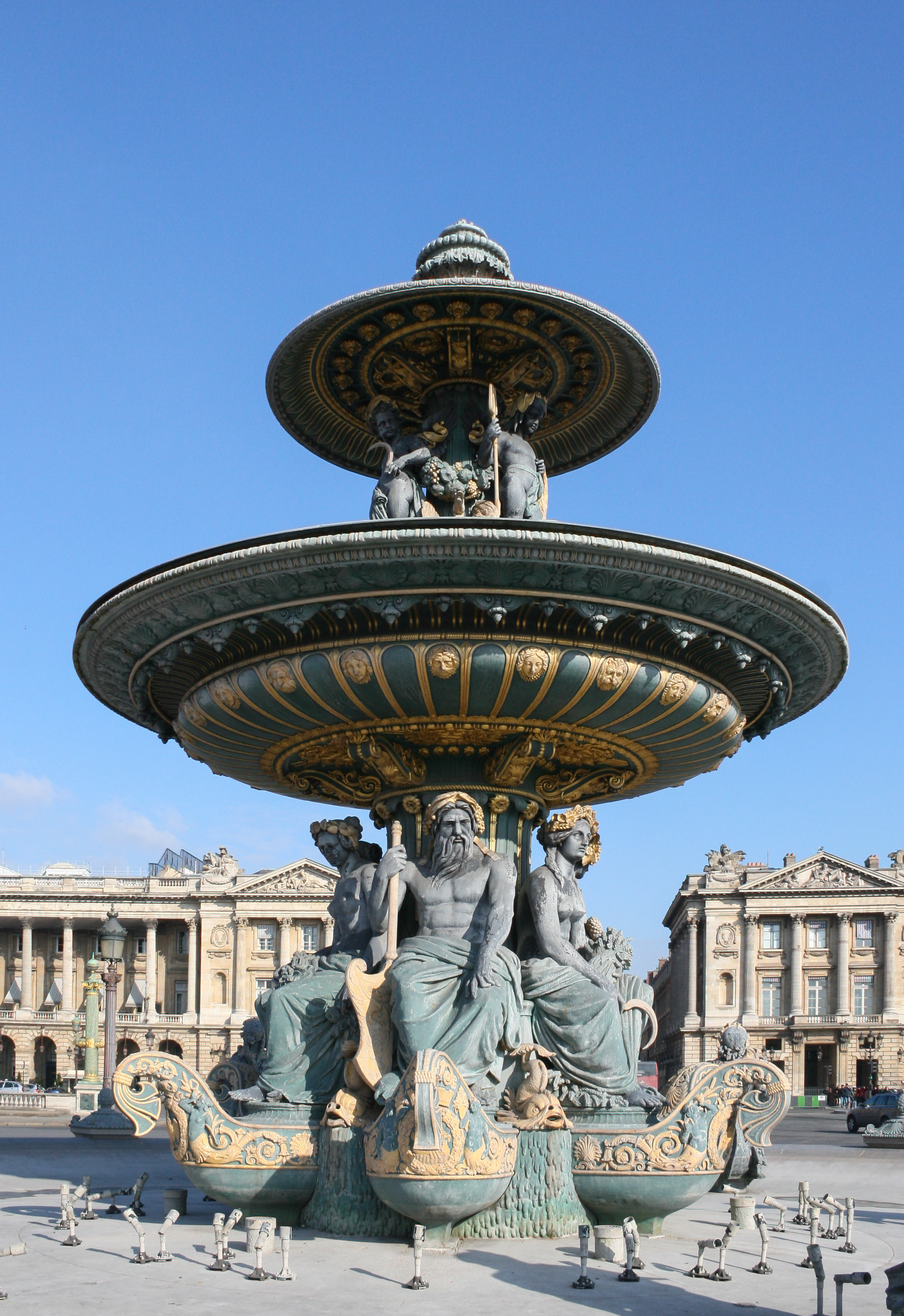
Fântâna din Place de la Concorde

- Palatul Marinei (fostul Ministerul Marinei)

- Monumente religioase
  - Chapelle Notre-Dame-de-Consolation de Paris
  - Église de la Madeleine
  - Église Saint-Augustin

- Parcuri și grădini
  - Parcul Monceau
  - Grădinile Champs-Élysées
  - Square Louis-XVI

- Piețe
  - Place de la Concorde
  - Place de la Madeleine
  - Place de l'Alma
  - Place de l'Étoile

## Legături externe
- Site-ul oficial